# Kimmo Kinnunen
Kimmo Paavali Kinnunen (Äänekoski, 31 de março de 1968) é um atleta finlandês de lançamento de dardo que participou dos Jogos Olímpicos de Verão de 1992 e de 1996.
Foi campeão do mundo em 1991, em Tóquio, com a marca de 90.82 m.